# آن لي لونج
آنا بانانا من مواليد 24 فبراير 1940  باسم آن لي لونج في فيكتوريا، كولومبيا البريطانية هي فنانة كندية معروفة بفن الأداء والكتابة والعمل كناشر صحفي صغير . تم وصفها بأنها رائدة الأعمال والناقدة، وكانت رائدة في Artistamp ، وهي وسيلة بحجم طابع بريدي.  لقد كانت بارزة في حركة الفن البريدي منذ أوائل السبعينيات، حيث عملت كجسر بين تاريخ الحركة المبكر وجيلها الثاني.  بصفتها ناشرًا، أطلقت بنانا مجلة Vile والنشرة الإخباريةBanana Rag (خرقة الموز).  أصبح الأخير Artistamp News(أخبار الفنان) في عام 1996 